# سامي كلارك
سامي كلارك (19 مايو 1948 - 20 فبراير 2022)، هو موسيقي ومُغنٍّ ومطرب وموسيقار لبناني، تميز بصوته الأوبرالي، يعتبر واحداً من أهم الفنانين اللبنانيين وبخاصة في مجال الأغنية الأجنبية.

## حياته
اسمه الحقيقي هو سامي حبيقة، لكنه لقّب نفسه بسامي كلارك تسهيلاً لنطق الاسم باللغات الأجنبية خاصة أنه بدأ الغناء باللغات الأجنبية. ولد ونشأ في قرية ضهور الشوير. نال العديد من الجوائز في مهرجانات موسيقية من بلغاريا وألمانيا وفرنسا واليونان والنمسا. في أواخر الستينات وفي السبعينات من القرن الماضي سخّر خامة صوته الأوبرالية للغناء الغربي الذي أطلقه بقوة إلى سماء النجومية، فأقام لنفسه مكانة بين أقرانه الأجانب تميّز فيها خصوصا بأغنية «موري موري» باللغة الإنكليزية من ألحان إلياس الرحباني.
غنى كلارك أيضاً بالفرنسية والإيطالية والأرمنية واليونانية والألمانية والروسية، ونجح في المزج اللغوي في الغناء بين العربية وغيرها.
وشارك في غناء شارات بعض مسلسلات الكرتون في الثمانينات من القرن الماضي مثل غريندايزر إذ غنى المقدمة، والنهاية  وجزيرة الكنز، بالإضافة إلى بعض الإعلانات.

## وفاة
توفي سامي كلارك صبيحة يوم 20 فبراير (شباط) عام 2022 في مستشفى الروم في العاصمة اللبنانية، بيروت.

## أعماله
حصيلة إبداع سامي كلارك 712 أغنية عربية وأجنبية ومنها الوطني والخاص بالأطفال والصلاة من أشهرها:
- آه آه على هالأيام
- قومي تنرقص يا صبية
- موري موري
- بتتذكري
- وطني الحب وطني النار
- قاضي الغرام
- تامي
- أنا جاي من الأحزان
- موطني موطني
- قلتلي ووعدتني
- خبي عيونك خبيها
- الليلة بدي أتزوج
- دلونا
- في مخبأي الهادئ
- قومي تا نرقص
- قلتيلي وعدتيني
- أمي
- فلش النسر جناحه
- أرضي أرض البطولة
- اوتوبيس الثورة جاي
- وقف الشعب ورفع الصوت
- رصاصتنا بتسوى مية
- في سبيل المجد
- عطشان يا صبايا
- يا أم خلخال الدهب
- البنت الحلوة
- كنا يومين
- أمرك حبيبي
- لوين بدي روح
- خذني معاك
- مري مري
- مارينا
- لمن تغني الطيور
- هواك
- بوطني
- لماذا يا الزي
- بنو بينه
- حين تأتي الشمس
- عيون البدوي
- على أجنحة الحب
- يجب أن ينزل مرة أخرى
- أغنية المسلسل الكرتوني الشهير جزيرة الكنز.
- أغنية المسلسل الكرتوني الشهير غراندايزر.
- أغنية المسلسل الكرتوني «السبع المدهش حول العالم في ثمانين يوماً»
- أغنية شارة مسلسل كشف الأقنعة

## وصلات خارجية
- لقاء مع سامي كلارك في سنة 1984.